# Maestro ZT

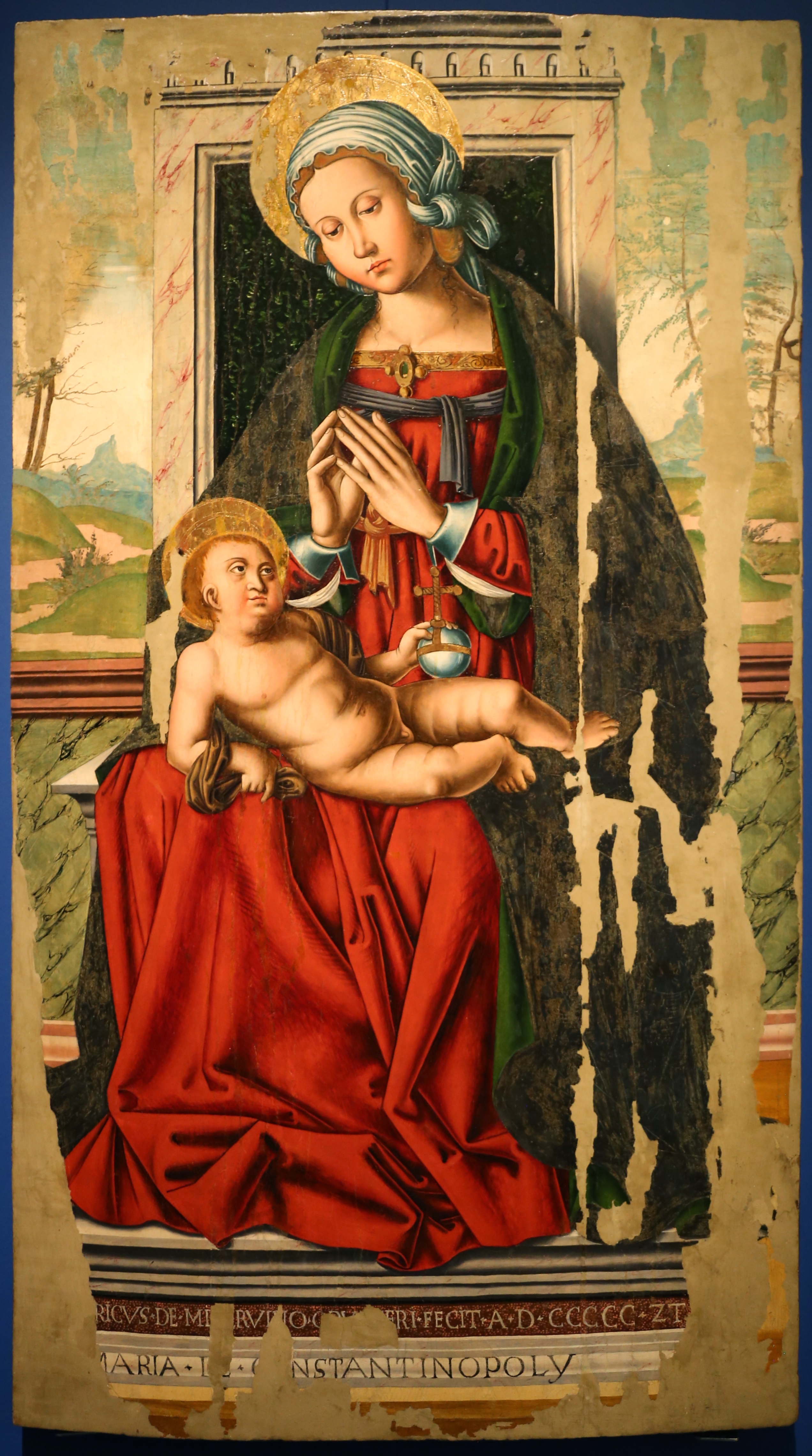
Madonna di Costantinopoli, Spinazzola

Maestro ZT è il nome di convenzione ricavato dalle prime due lettere di una firma mutila posta sotto la Madonna di Costantinopoli della cappella dell'ospedale di Spinazzola, opera risalente al 1500, cui è cronologicamente prossimo il trittico con la Madonna col Bambino, l'Annunciazione e santi della Cattedrale di Tricarico. Le sue attività sono documentate dal 1500 al 1539.
In questa sua prima fase il pittore appare orientato verso l'ambiente napoletano, nel tentativo di mescolare elementi fiamminghi e catalani con quelli umbro-marchigiani importati da Francesco da Tolentino.
Nelle icone più tarde della Matrice di Modugno, risalente al 1533, di San Giacomo a Barletta, del 1536, e della Concattedrale di Ruvo di Puglia del 1539, il Maestro ZT divenne uno dei protagonisti del revival neobizantino pugliese, che ne condizionò pesantemente lo stile e le iconografie.
Gli ultimi studi hanno proposto il riconoscimento del monogrammista ZT nel maestro nordico Giorgio Teotonico, pittore laico attivo nel 1540 a Ruvo di Puglia.